# Conrad II d'Oldenbourg
Conrad II d'Oldenbourg (documenté de 1342 à 1401) est corégent du comté d'Oldenbourg.

## Origine
Fils aîné de Conrad Ier et de son épouse Ingeborge de Holstein, Conrad II règne conjointement à partir de  1347 avec son cousin Jean IV d'Oldenbourg sur le comté d'Oldenburg. Après le mort de ce dernier en 1356, il règne seul avec à partir de 1368, son frère Christian V d'Oldenbourg comme co-régent. Conrad II s'implique militairement aux côtés de leur oncle Maurice d'Oldenbourg (mort en 1368), doyen du chapitre de chanoines la cathédrale de Brême qui bien qu'élu en 1348 par la majorité du chapitre, ne parvient pas à faire prévaloir ses droits contre le concurrent du pape Gottfried d'Arnsberg. 
Conrad II avait épousé Cunégonde de Diepholz. Son fils aîné Jean étant pré-décédé, il a comme successeur, son second Maurice II d'Oldenbourg en 1401. Un autre fils illégitime Johannes est devenu le premier recteur du Johannes-Kapelle à Oldenbourg.